# Sac de nœuds
Sac de nœuds es una película cómica francesa de Josiane Balasko, estrenada el 20 de marzo de 1985. Sus protagonistas son Isabelle Huppert, Josiane Balasko y Farid Chopel.

## Sinopsis
Una mujer fatal de un suburbio se refugia donde su vecina, una cuasi mendiga más bien descuidada y suicida. Creyendo haber asesinado a su marido alcohólico, la embarca en su huida, lo mismo que a un delincuente que también es perseguido.

## Reparto
| Actor                 | Personaje         |
| --------------------- | ----------------- |
| Isabelle Huppert      | Rose-Marie Martin |
| Josiane Balasko       | Anita             |
| Farid Chopel          | Rico Da Silva     |
| Jean Carmet           | El farmaceuta     |
| Coluche               | Coyotte           |
| Dominique Lavanant    | La enfermera      |
| Michel Albertini      | Etienne           |
| Jean-Pierre Coffe     | El comisario      |
| Daniel Russo          | André Martin      |
| Howard Vernon         | Doctor Belin      |
| Jean-François Bayonne | el chofer de bus  |
| Philippe Berry        | Manu              |